# Фрецца, Луиджи
Луиджи Фрецца (итал. Luigi Frezza; 27 мая 1783, Ланувио, Папская область — 14 октября 1837, Рим, Папская область) — итальянский куриальный кардинал, доктор обоих прав. Епископ Террачины, Сецце и Пиверно со 2 октября 1826 по 15 декабря 1828. Титулярный архиепископ Калцедонии с 15 декабря 1828 по 21 ноября 1836. Секретарь Священной Конгрегации по чрезвычайным церковным делам с 5 декабря 1828 по 11 июля 1836. Секретарь Священной Консисторской Конгрегации и секретарь Священной Коллегии кардиналов с 1 октября 1831 по 11 июля 1836. Кардинал in pectore с 23 июня 1834 по 11 июля 1836. Кардинал-священник с титулом церкви Сант-Онофрио с 21 ноября 1836.